# Districtul Bad Tölz-Wolfratshausen
Districtul Bad Tölz-Wolfratshausen este un district rural (în germană Landkreis) din regiunea administrativă Bavaria Superioară, landul Bavaria, Germania.

## Orașe și comune
| orașe 1. Bad Tölz (17.613) 2. Geretsried (23.320) 3. Wolfratshausen (17.450) | comune 1. Bad Heilbrunn (3.740) 2. Benediktbeuern (3.477) 3. Bichl (2.073) 4. Dietramszell (5.282) 5. Egling (5.186) 6. Eurasburg (4.274) 7. Gaißach (3.029) 8. Greiling (1.400) 9. Icking (3.592) 10. Jachenau (892) 11. Kochel am See (4.168) 12. Königsdorf (2.925) 13. Lenggries (9.499) 14. Münsing (4.172) 15. Reichersbeuern (2.172) 16. Sachsenkam (1.228) 17. Schlehdorf (1.216) 18. Wackersberg (3.517) |